# Бурали (Калтасинський район)
Бурали́ (рос. Буралы, башк. Буралы) — присілок у складі Калтасинського району Башкортостану, Росія. Входить до складу Нижньокачмашівської сільської ради.
Населення — 34 особи (2010; 68 у 2002).
Національний склад:
- башкири — 62 %
- татари — 31 %